# Контакт-5
«Контакт-5» — советский модульный комплекс динамической защиты второго поколения, представленный в 1985 году, разработан НИИ Стали  принят на вооружение в 1986 году для повышения защищённости бронетехники от поражающего действия подкалиберных бронебойных и кумулятивных снарядов.. 
Устанавливался на советские и российские танки (Т-72БА, Т-72Б3, Т-80У (начиная с 1988 года), Т-90, Т-90А, Т-90С). При массе бронирования до трёх тонн обеспечивает повышение защищённости от кумулятивных снарядов в 1,9-2 раза (снижение уровня пробиваемости моноблочных ПТУР 60 %), а от бронебойных подкалиберных — в 1,2 раза (снижение уровня пробиваемости БПС 20 %).

## Конструкция
Конструктивно динамическая защита «Контакт-5» состоит из отдельных элементов (ЭДЗ), которые монтируются поверх внешней брони танка. Каждый элемент 4С22 представляет собой металлическую коробку с размерами 25×13×1,3 см при массе 1,37 кг, из которых масса взрывчатого вещества 0,28 кг с тротиловым эквивалентом 0,33 кг. Обеспечена избирательность срабатывания динамической защиты, заряд взрывчатого вещества не детонирует при:
- простреле блока любыми типами пуль и снарядов калибра до 30 мм включительно[7],
- попадании осколков осколочно-фугасных снарядов с расстояния более 10 м,
- горении напалма или горючей смеси на поверхности блока[2].

В 2006 году были представлены новые элементы динамической защиты 4С23 и 4С24, которые в дальнейшем послужили основой для разработки системы динамической защиты третьего поколения «Реликт». К их достоинствам относят в 2 раза меньшее содержание взрывчатого вещества при том же уровне противокумулятивной защиты, более стабильную работу против подкалиберных и низкоскоростных боеприпасов, более высокую эффективность против тандемных кумулятивных снарядов и т. д.
Элементы динамической защиты «Контакт-5» полностью взаимозаменяемы с элементами защиты первого поколения «Контакт-1» и элементами защиты третьего поколения «Реликт» без конструктивных вмешательств в систему встроенной защиты танка.

## Описание
ВДЗ позволяет защищать танк от большинства современных ПТС, например таких как ОБПС, ПТРК, РПГ и т. д. В конце 90-х начале 2000-х ВДЗ получила модернизацию в качестве замены ЭДЗ 4С22 и ВВ что повысило её срок использования, а также дало возможность эффективно использовать ВДЗ против тандемных боеприпасов и новых средств поражения. В среднем прирост брони равен 200 мм от ОБПС и 500 мм от КС.
Выдержка из доклада об испытаниях Т-72 с ВДЗ Контакт-5 :

Jane’s International Defence Review Июль 2007, с.15:
«Непробиваемая российская танковая броня выдерживает испытание»
Автор: Ричард М. Огоркиевич
Заявления времен 90-х годов от испытателей НАТО о том, что броня Советских танков времён холодной войны «практически непробиваема», были подкреплены последующими тестами в США.
Во время выступления 30 мая на конференции «The Future of Armoured Warfare» в Лондоне, корреспондент IDR в Пентагоне Лиланд Несс заявил, что результаты испытаний армией США, включавшие в себя обстрел 25 танков Т-72А1 и Т-72Б1 (оснащённых динамической защитой [ДЗ] «Контакт-5»), подтвердили результаты, полученные ранее на других Советских танках, оставленных в Германии после окончания холодной войны. Испытания показали, что ДЗ и комбинированная броня Т-72 имела невероятную устойчивость к противотанковым системам НАТО 80-х годов.
В противовес обычному, «лёгкому» типу ДЗ, который эффективен только против кумулятивной струи, «тяжёлый» блок ДЗ «Контакт-5» так же эффективен против бронебойных подкалиберных снарядов, противотанковых ракет и бронебойных автоматических пушек. Динамическая защита была по достоинству оценена в Советском Союзе и ныне независимых от него государствах в 70-х годах; практически все танки, состоящие на вооружении стран Восточной Европы, были либо произведены, либо модернизированы с использованием блоков ДЗ, включая даже Т-55 и Т-62, построенные сорок-пятьдесят лет назад, но до сих пор находящиеся в резерве.
«При проведении испытаний, мы использовали только то вооружение, которым были оснащены войска НАТО в последнее десятилетие холодной войны, дабы оценить его эффективность против этой новинки Советского танкостроения. Результаты оказались совершенно неожиданными. „Тяжёлая“ ДЗ танков Т-72А1 и Б1 оказалась неуязвимой для снарядов M829A1 с сердечником из обеднённого урана (ОУ), которые использовались в 120-мм пушках танка США M1 Abrams во время Холодной войны, относящихся к наиболее грозным орудиям тех времён. Мы так же испытали 30-мм пушку GAU-8 Avenger (используемую на штурмовике A-10 Thunderbolt), 30-мм пушку M320 (ударный вертолёт AH-64 Apache), и ряд стандартных противотанковых управляемых ракетных снарядов НАТО, с одним и тем же результатом — отсутствие пробития или выхода из строя испытуемых машин. Комбинация стандартной брони и ДЗ даёт танкам защиту, равную нашей. Миф об отсталости Советского танкостроения, порождённый провалом ухудшенных танков Т-72 во время Войны в Заливе, был, наконец, развенчан. Результаты испытаний показали, что если бы в Европе разразился полноценный конфликт между странами НАТО и странами Варшавского договора, Советы могли бы получить паритет (или даже превосходство) в броне.» — представитель Армии США на конференции.
После окончания холодной войны, для преодоления ДЗ «Контакт-5» были разработаны новые бронебойные подкалиберные снаряды (хотя «Контакт-5» так же был усовершенствован). В ответ на это Российская Армия представила новый тип ДЗ, «Реликт», который, как утверждается, в два-три раза эффективнее, чем «Контакт-5» и полностью непробиваем для современных западных боеприпасов.
Несмотря на распад СССР, Российская танковая промышленность, уцелевшая и сохранившая огромный опыт в производстве бронетехники, продолжает выпускать современные модели (такие как Т-90, Т-95 и таинственный «Чёрный орёл») на замену, как ни удивительно, до сих пор эффективных танков Советской эпохи. Эти испытания полностью дискредитируют «Льва Вавилона» (неэффективная Иракская версия Т-72М) и прочие экспортные танки на фоне более совершенных и модернизированных версий, которыми оснащаются лучшие Советские танковые подразделения и которые продолжают развиваться внутри возрождающегося военно-промышленного комплекса России.
Оригинальный текст (англ.)
Jane's International Defence Review 7/2007, pg. 15:
"IMPENETRABLE RUSSIAN TANK ARMOR STANDS UP TO EXAMINATION"
By Richard M. Ogorkiewicz
Claims by NATO testers in the 1990s that the armour of Soviet Cold War tanks was “effectively impenetrable” have been supported by comments made following similar tests in the US.
Speaking at a conference on “The Future of Armoured Warfare” in London on the 30th May, IDR's Pentagon correspondent Leland Ness explained that US Army tests involving firing trials on 25 T-72A1 and 12 T-72B1 tanks (each fitted with Kontakt-5 explosive reactive armour [ERA]) had confirmed NATO tests done on other former Soviet tanks left behind in Germany after the end of the Cold War. The tests showed that the ERA and composite Armour of the T-72s was incredibly resilient to 1980s NATO anti-tank weapons.
In contrast to the original, or 'light', type of ERA which is effective only against shaped charge jets, the 'heavy' Kontakt-5 ERA is also effective against the long-rod penetrators of APFSDS tank gun projectiles, anti-tank missiles, and anti-armour rotary cannons. Explosive reactive armour was valued by the Soviet Union and its now-independent component states since the 1970s, and almost every tank in the eastern-European military inventory today has either been manufactured to use ERA or had ERA tiles added to it, including even the T-55 and T-62 tanks built forty to fifty years ago, but still used today by reserve units.
"During the tests we used only the weapons which existed with NATO armies during the last decade of the Cold War to determine how effective such weapons would have been against these examples of modern Soviet tank design. Our results were completely unexpected. When fitted to the T-72A1 and B1 the 'heavy' ERA made them immune to the DU (Depleted Uranium) penetrators of the M829A1 APFSDS (used by the 120 mm guns of the Cold War era US M1 Abrams tanks), which are among the most formidable of current tank gun projectiles. We also tested the 30mm GAU-8 Avenger (the gun of the A-10 Thunderbolt II Strike Plane), the 30mm M320 (the gun of the AH-64 Apache Attack Helicopter) and a range of standard NATO Anti Tank Guided Missiles – all with the same result of no penetration or effective destruction of the test vehicles. The combined protection of the standard armour and the ERA gives the Tanks a level of protection equal to our own. The myth of Soviet inferiority in this sector of arms production that has been perpetuated by the failure of downgraded T-72 export tanks in the Gulf Wars has, finally, been laid to rest. The results of these tests show that if a NATO/Warsaw Pact confrontation had erupted in Europe, the Soviets would have had parity (or perhaps even superiority) in armour” – U.S. Army Spokesperson at the show.
Newer KE penetrators have been designed since the Cold War to defeat the Kontakt-5 (although Kontakt-5 has been improved as well). As a response the Russian Army has produced a new type of ERA, “Relikt”, which is claimed to be two to three times as effective as Kontakt-5 and completely impenetrable against modern Western warheads.
Despite the collapse of the USSR, the Russian Tank industry has managed to maintain itself and its expertise in armour production, resulting in modern designs (such as the T-90, the T-95 and mysterious Black Eagle) to replace the, surprisingly, still effective Soviet era tanks. These tests will do much to discount the argument of the “Lion of Babylon” (the ineffective Iraqi version of the T-72M) and export quality tanks being compared to the more sophisticated and upgraded versions which existed in the Soviet military’s best Tank formations and continue to be developed in a resurgent Russian military industrial complex."

## Критика
По мнению российского военного аналитика М. Растопшина создание динамической защиты «Контакт-5» в 1985 году было неоспоримым достижением, но к 2005 году она безнадёжно устарела и не обеспечивает удовлетворительной защиты бронетехники от действия кумулятивных боеприпасов с тандемной головной частью. Например, шансы успешно преодолеть данную защиту у зарубежных противотанковых средств «Milan-2T» и «HOT-2T» превышают 90 %. Фактически одной толщины верхней стальной пластины на ДЗ с учётом угла встречи может быть достаточно для поглощения лидирующей части ПТУР. Собственно ПТУР основной частью всегда преодолевает последующую ДЗ, теряя при этом свою силу и уже не пробивая оставшуюся под ДЗ броню (кроме ДЗ Кактус созданой для ЛБМ с целью полного уничтожения кумулятивной струи только ДЗ).
По данным National Interest, новый вариант снаряда М829,без особых проблем пробивает динамическую защиту «Контакт»